# Димитар Начов
Димитар Начов (болг. Димитър Начов); — нар. близько 1850, Болград — болгарський лікар-гігієніст та педагог походженням з української Бессарабії.

## Біографія
Народився близько 1850 в Болграді. Вивчав медицину в Берліні та Парижі. Закінчив навчання в 1872 у Вюрцбурзі. Працював лікарем у Берліні та Парижі. З 1873 по 1877 викладає природничу історію та гігієну в Болградській середній школі «Святого Кирила та Мефодія».
У 1876–1878 був старшим лікарем у лікарні в Болграді. З 1874 є членом і з 1902 дійсним членом Болгарського літературного товариства.
Є автором першого болгарського підручника з гігієни «Концепція гігієни» (1875).